# Biblioteca universitaria di Bologna
La Biblioteca universitaria di Bologna è l'istituto di conservazione libraria dell'Università di Bologna. È situata in via Zamboni 35 nel cinquecentesco Palazzo Poggi, a ridosso della sede dell'Ateneo.

## Storia
La biblioteca nacque come annessa all'Istituto delle Scienze, fondata da Luigi Ferdinando Marsili nel 1712. Il primo fondo librario fu dunque la libreria di Marsili stesso, da lui donata assieme alle sue collezioni scientifiche e naturalistiche. Successivamente confluirono ad essa altre importanti donazioni: nel 1742 il patrimonio di Ulisse Aldrovandi e nel 1755 i 25 000 volumi di papa Benedetto XIV, il bolognese Prospero Lambertini. Grande mecenate, decretò l'apertura al pubblico della biblioteca e fece costruire l'Aula Magna, realizzata da Carlo Francesco Dotti, per conservare l'ingente patrimonio librario.
Nel 1802 con lo spostamento dell'università dall'Archiginnasio a Palazzo Poggi, diventa biblioteca universitaria e si arricchisce delle collezioni librarie dei conventi soppressi.
Nel 1869 la sua gestione viene trasferita dall'Ateneo allo Stato e diventa quindi biblioteca pubblica statale. Negli anni '30 subisce numerosi lavori e ampliamenti. Nell'Aula magna del Dotti vengono installati dei tavoli al fine di farne sala di consultazione, e tale rimarrà fino agli anni '90. Nel 1990 vengono completati ulteriori lavori sotto la direzione di Romeo Ballardini, il cui intervento più consistente è l'edificazione di una torre libraria ospitante circa 400 000 volumi, organizzata secondo un sistema interamente meccanizzato.
Nel 2017 si è concluso il processo di restituzione della biblioteca da parte del Ministero dei beni culturali all'Ateneo.

## Patrimonio

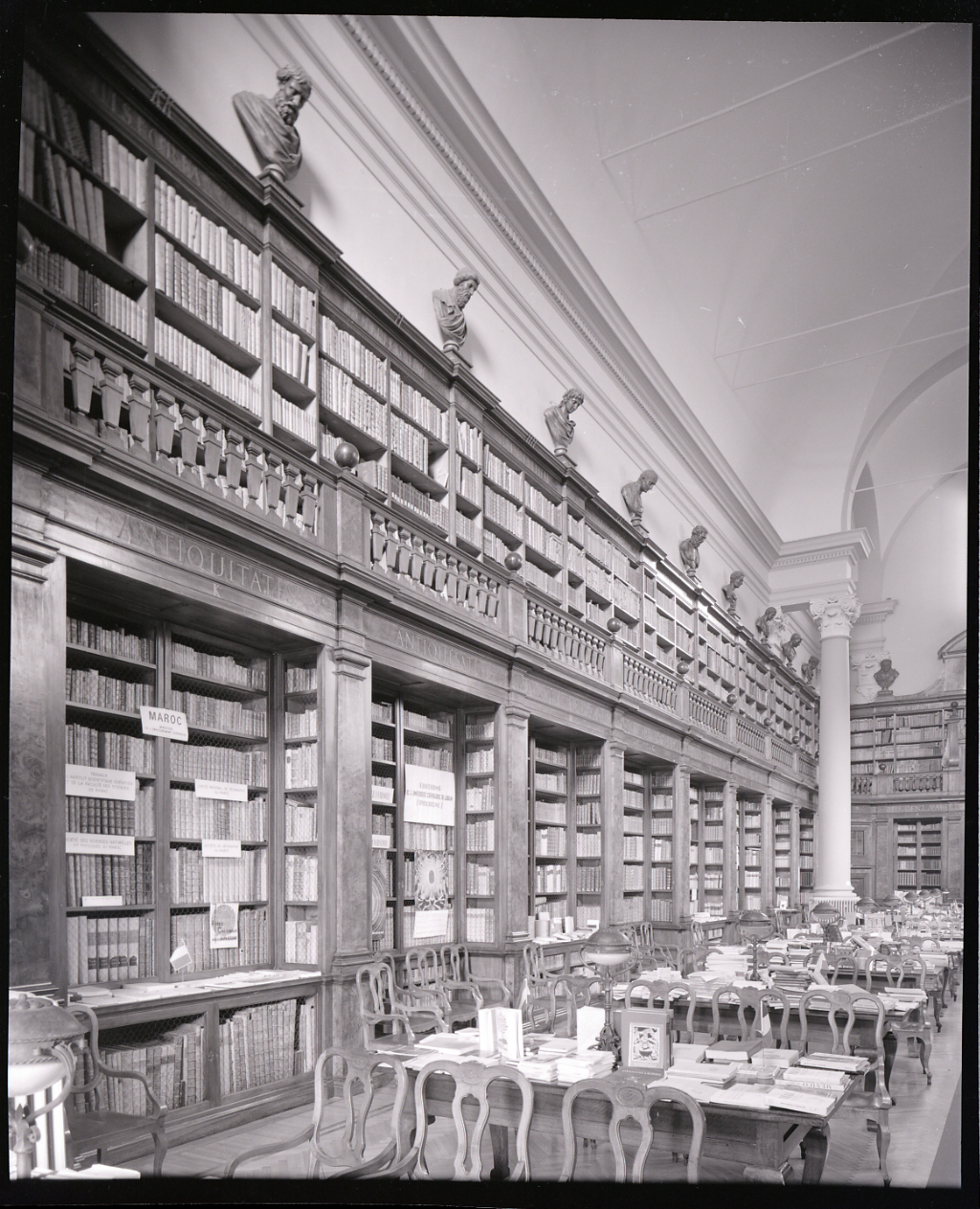
L'Aula del Dotti in una foto del 1969 di Paolo Monti

La biblioteca possiede in totale circa 1 400 000 volumi, di cui: 1 021 incunaboli, 14 953 cinquecentine, 12 875 manoscritti e 313 304 opuscoli. Inoltre possiede anche un grande numero di stampe, disegni, fotografie e microfilm, rendendola così la più grande delle biblioteche pubbliche di Bologna per numero di materiali.
Fanno parte inoltre del patrimonio librario numerosi fondi speciali lasciati da personalità illustri, come il Cardinale Mezzofanti, Alfredo Trombetti, Vittorio Puntoni e recentemente anche i 44 000 volumi della biblioteca moderna di Umberto Eco.
L'istituto è preposto al deposito legale per la città metropolitana di Bologna.

### Quadreria
La biblioteca accoglie una parte della quadreria di palazzo Poggi, oggi divisa con il Museo di palazzo Poggi e il Rettorato dell'Università.
La nascita della collezione è attribuibile al cardinale Filippo Maria Monti che donò nel 1754 la sua raccolta di 403 ritratti all'Istituto delle Scienze. A questo primo nucleo di quadri ritraenti principalmente letterati e autori della biblioteca del Monti (anch'essa confluita in quella dell'istituto) si aggiunsero nel corso del XVIII secolo fino a metà Ottocento numerosi ritratti di personaggi importanti nel campo delle scienze e delle lettere, fino ai più illustri studiosi e professori bolognesi dell'Istituto e personaggi di spicco della vita cittadina.
La collezione pur essendo disomogenea tuttavia è un'importante galleria iconografica documentale, del tutto consona alla tradizione pittorica bolognese e lontana dalla ritrattistica barocca e aristocratica.